# Hanbalieten

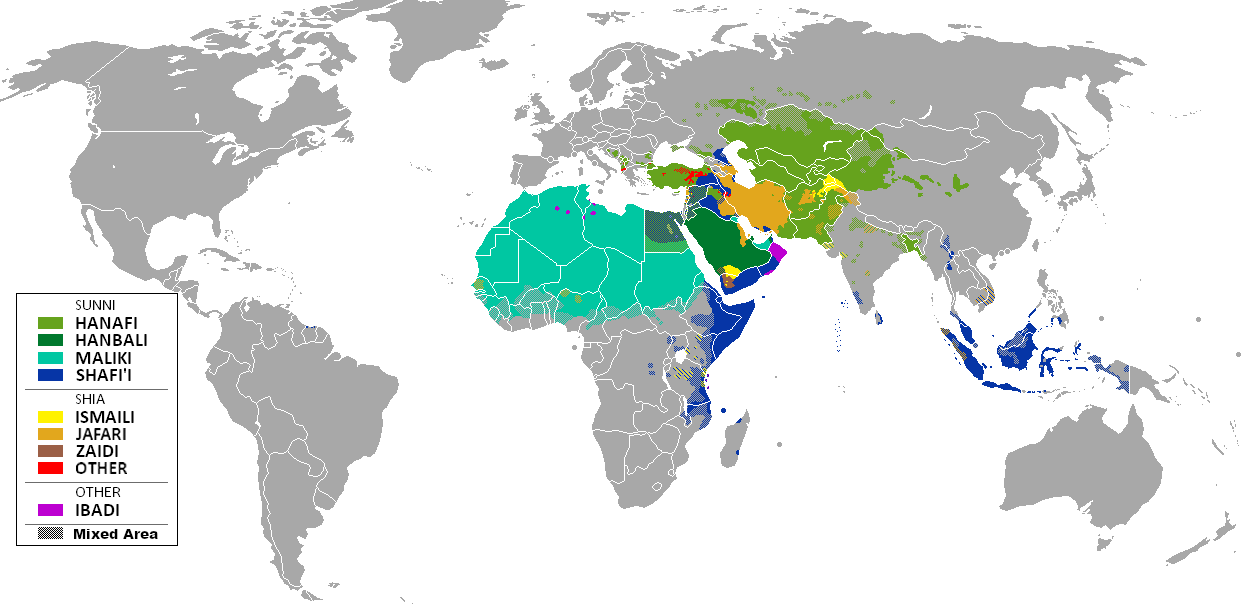
Kaart van de moslimwereld. Hanbalisme (donkergroen) is de voornaamste school in Saoedi-Arabië en Qatar

Het hanbalisme (Arabisch: المذهب الحنبلي, geromaniseerd: al-maḏhab al-ḥanbalī) is een van de vier traditionele soennitische scholen voor islamitische jurisprudentie. Het is genoemd naar de Iraakse geleerde Ahmad ibn Hanbal en werd geïnstitutionaliseerd door zijn studenten. De Hanbali-madhhab is de kleinste van de vier grote soennitische scholen, de andere zijn de Hanafi, Maliki en Shafi`i.
De Hanbali-school ontleent de sharia voornamelijk aan de koran, de hadiths (uitspraken en gebruiken van Mohammed) en de opvattingen van de Sahaba (de metgezellen van Mohammed). In gevallen waar er geen duidelijk antwoord is in heilige teksten van de islam, accepteert de Hanbali-school de discretie van de juristen of de gebruiken van een gemeenschap niet als een solide basis om de islamitische wet af te leiden, een methode die Hanafi en Maliki Sunni fiqhs wel accepteren. Hanbali school is de strikte traditionalistische rechtsschool in de soennitische islam. Het komt voornamelijk voor in de landen van Saoedi-Arabië, Koeweit en Qatar, waar het de officiële fiqh is. Hanbali-volgers zijn de demografische meerderheid in vier emiraten van de Verenigde Arabische Emiraten (Sharjah, Umm al-Quwain, Ras al-Khaimah en Ajman). Grote minderheden van Hanbali-aanhangers zijn ook te vinden in Bahrein, Syrië, Oman en Jemen en onder Iraakse en Jordaanse bedoeïenen.
De Hanbali-school maakte een hervorming door in de Wahhabi-Salafistische beweging. Historisch was de school klein, in de achttiende tot begin twintigste eeuw hielpen Mohammad ibn Abd al-Wahhab en Al Saud de verspreiding ervan over de hele wereld enorm door hun interpretatie van de leer van de school. Als gevolg hiervan is de naam van de school in bepaalde delen van de islamitische wereld controversieel geworden vanwege de invloed die hij volgens sommigen heeft gehad op deze leringen, die Ibn Hanbal als de belangrijkste invloed samen met de veertiende-eeuwse Ahmad ibn Tajmijja noemt. Sommige geleerden hebben echter betoogd dat Ibn Hanbal's eigen overtuigingen eigenlijk geen echte rol speelden bij de totstandkoming van de centrale leerstellingen van het wahhabisme, aangezien er volgens dezelfde auteurs bewijs is dat de oudere Hanbalitische autoriteiten leerstellingen hadden die heel anders zijn dan die van de Wahhabi's, aangezien de middeleeuwse Hanbali-literatuur rijk is aan verwijzingen naar heiligen, ernstige bezoeken, wonderen en relikwieën. Historisch gezien werd de Hanbali-school behandeld als gewoon een andere geldige interpretatie van de islamitische wet en veel prominente middeleeuwse soefi's, zoals Abdul Qadir Gilani, waren tegelijkertijd Hanbali-juristen en mystici.
Het naast elkaar bestaan van vier verschillende scholen met betrekking tot de interpretatie van godsdienstige wetten binnen de soennitische islam moet niet als een schisma worden gezien. Er bestaat tussen de verschillende madhhabs weinig tot geen vijandigheid. Er is een kruisbestuiving van ideeën en debat dat er toe dient de leerstellingen van iedere school te verfijnen. Het is niet ongewoon of verboden dat een individu een bepaalde school volgt, maar voor een bepaalde kwestie het standpunt van een andere school inneemt.